# Passiflora lancetillensis
Passiflora lancetillensis är en passionsblomsväxtart som beskrevs av J.M.Macdougal och Meerman. Passiflora lancetillensis ingår i släktet passionsblommor, och familjen passionsblomsväxter. Inga underarter finns listade i Catalogue of Life.

## Bildgalleri

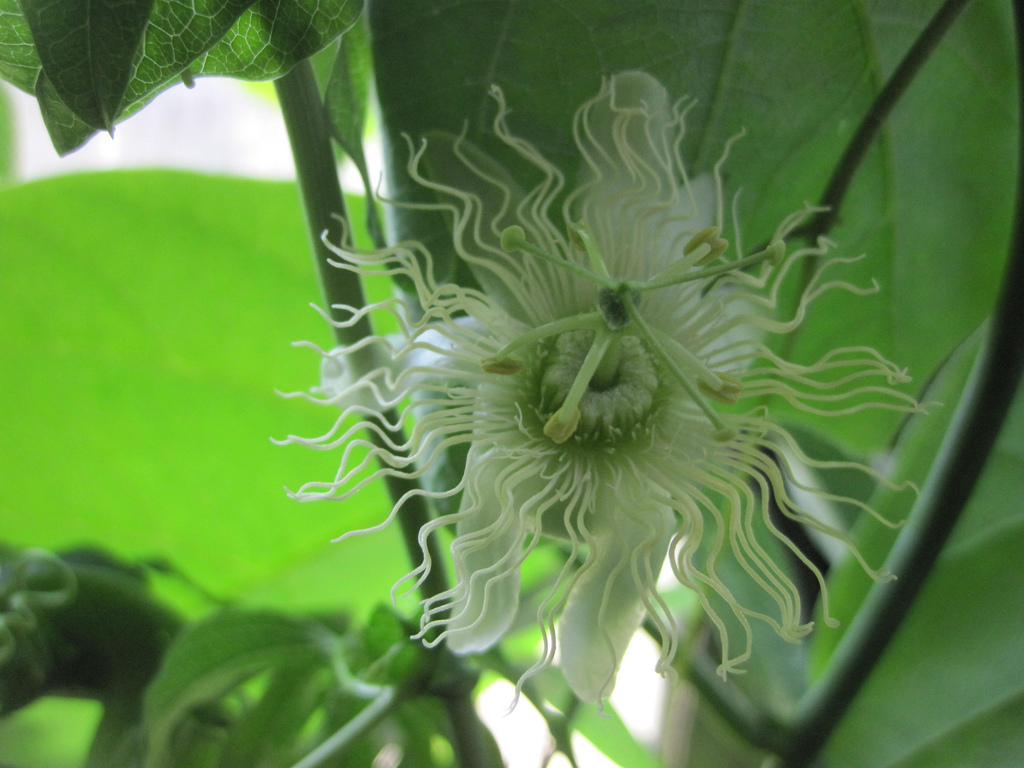